# Міщенко Леоніла Іванівна

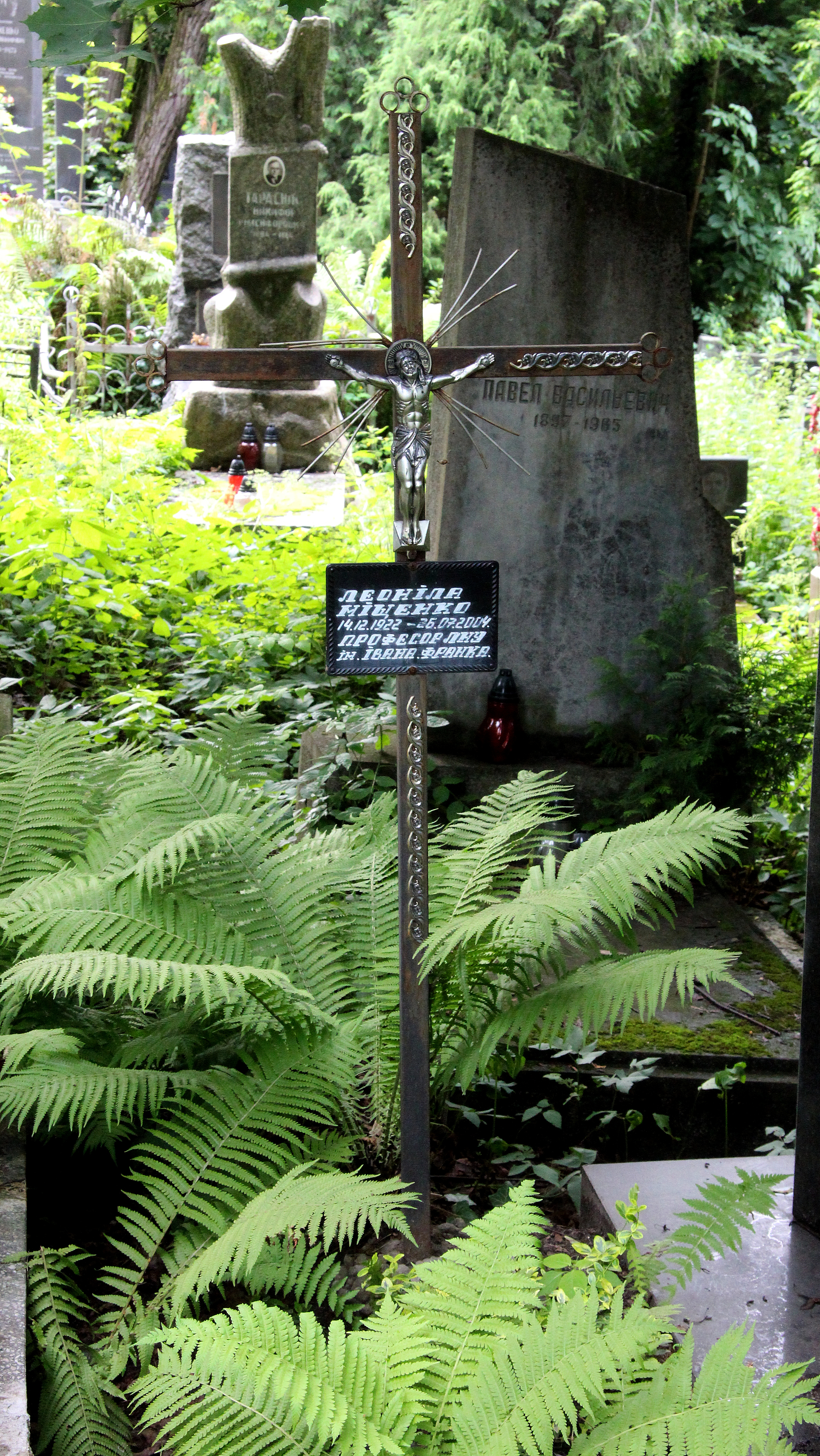
Могила Леоніли Міщенко, Личаківський цвинтар

Леоніла Іванівна Міщенко (14 грудня 1922, Славута, Хмельницька область — 26 липня 2004, Львів) — українська літературознавиця, дослідниця Лесі Українки, партизанка-розвідниця під час німецько-радянської війни. Докторка філологічних наук (1975), із 1977 року — професорка, упродовж 1986—1991 — завідувачка кафедри української літератури Львівського державного університету імені Івана Франка, Заслужена професорка Львівського університету (2002).

## Життєпис
У 1940 році закінчила Славутську школу № 1. Під час німецько-радянської війни разом зі своєю вчителькою німецької мови Лідією Костянтинівною Ляпідус брала участь у партизанському русі, була розвідницею в партизанському загоні під командуванням І. О. Музальова, який діяв на півночі нинішньої Хмельницької області. 
Закінчила філологічний факультет Львівського державного університету імені Івана Франка (1951). З того часу і до останніх днів працювала у цьому вишу — на посадах від лаборантки до професорки кафедри української літератури імені М. Возняка. 1959 року захистила кандидатську дисертацію «Леся Українка в літературному процесі своєї доби» (офіційні опоненти Максим Рильський, Марія Деркач). Досліджувала творчість Лесі Українки.
Одружена з Володимиром Шпицею.
Померла у Львові, похована на Личаківському цвинтарі, поле № 86.

## Праці
- Леся Українка в літературному житті. — К., 1964. — 164 с.
- Політична поезія Лесі Українки: соціальний генезис і естетична природа. — К., 1972. — 203 с.
- Леся Українка: Посібник для вчителів. — К., 1986. — 303 с.
- Леся Українка. Хвилі моєї туги [інтимна лірика]; упоряд., вступна стаття і прим. Л. І. Міщенко. — Львів: Каменяр, 1991. — 118 с.
- Дивоцвіт: джерела і поетика «Лісової пісні» Лесі Українки (у співавт. з І. Денисюком). — Львів: вид-во Львівського університету, 1963. — 93 с.
- Сорок українських поетес: антологія.. — Львів: видавничий центр ЛНУ імені Івана Франка, 2002. — 436 с.
- Листи Галі Мазуренко до Леоніли Міщенко // Дзвін. — 2004 . — № 2. — С. 142.